# David Anthony Klarner
David Anthony Klarner, ameriški matematik, * 10. oktober 1940, † 20. marec 1999.
Klarner je doktoriral leta 1967 na Univerzi Alberte. Najbolj je znan po svojem delu iz kombinatorike in še posebej po problemih vezanih na štetje poliomin. V svoji doktorski dizertaciji je dokazal da za število negibnih poliomin {\displaystyle a_{n}} velja:
{\displaystyle 2^{n}<a_{n}<8^{n}\!\,.}
Leta 1973 je z Rivestom določil vrednost za zgornjo mejo 4,65.
10. novembra 1961 se je v Humboltu, Kalifornija, poročil s Karo Lynn Mary Scott, rojeno 3. oktobra 1939. Med drugim je poučeval na Univerzi Stanford, Univerzi Binghamton, Tehniški univerzi v Eindhovenu, ter na Univerzi Nebraske v Lincolnu.
Njegovo Erdősevo število je 2.